# Новокалмаково
Новокалма́ково (рос. Новокалмаково) — присілок у складі Щучанського району Курганської області, Росія. Входить до складу Варгановської сільської ради.
Населення — 75 осіб (2010, 121 у 2002).
Національний склад станом на 2002 рік: росіяни — 98 %.